# Messlupe

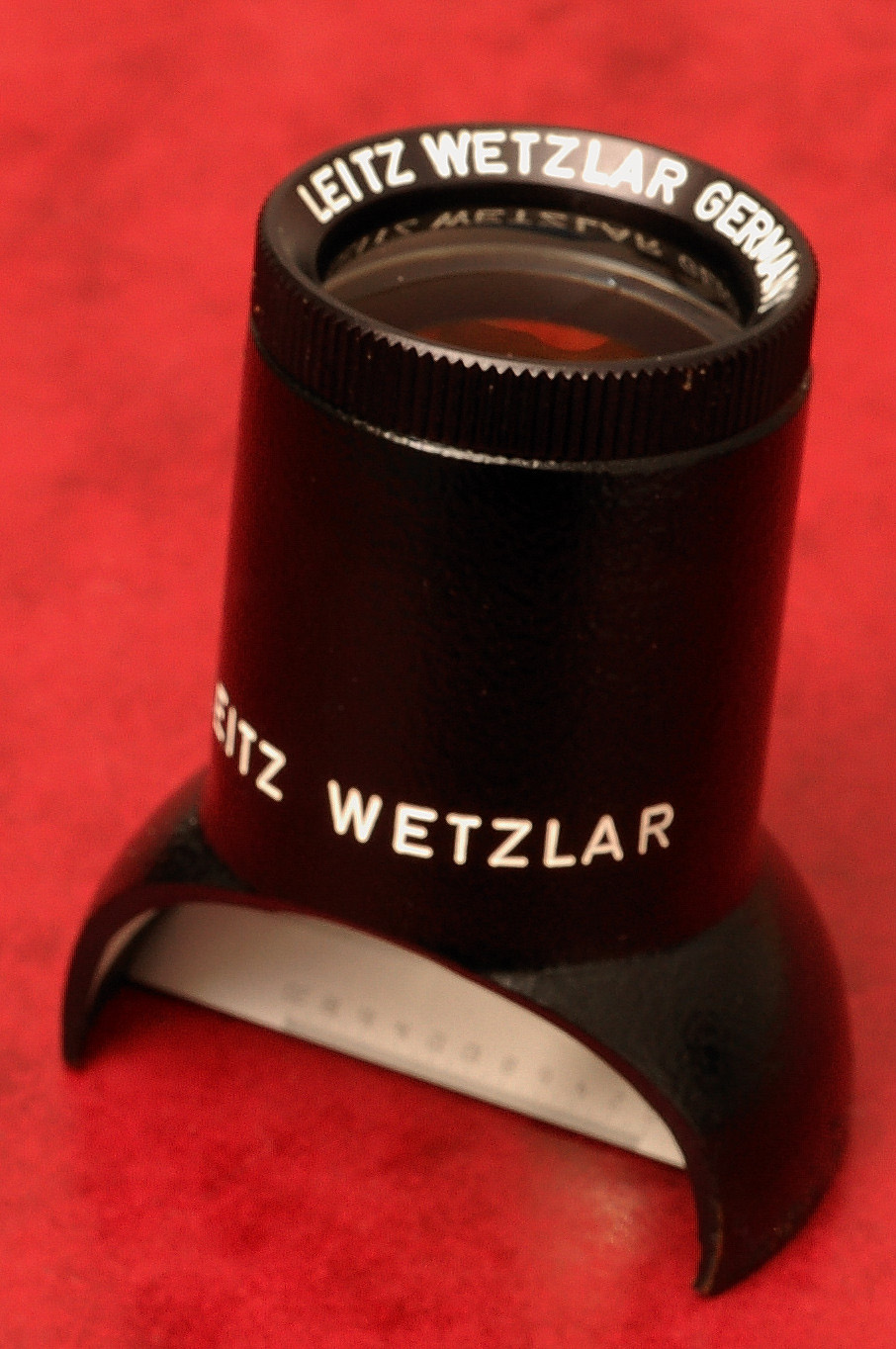
Messlupe mit sechsfachem achromatischem Aplanat und Strichplatte 20 mm/0,1 mm

Eine Messlupe ist ein Arbeitsmittel, welches aus einer Detaillupe sowie einer fest installierten Messskala in der Art eines Lineals besteht. Ihre einfachste Form ist der klappbare Fadenzähler.
Statt eines Maßstabs sind auch Transversalmaßstäbe, oder geometrische Figuren (Kreis, Rechteck, Dreieck) etc. mit definierten und bekannten Abmessungen möglich.
Die Messskala kann auf einer Glas- oder Metallplatte (s. auch: Strichplatte) angebracht sein.
Die Lupe wird üblicherweise in einem Tubus verschiebbar geführt. Dies ermöglicht eine Anpassung an die individuelle Fehlsichtigkeit des Benutzers und die optimale Einstellung der Lupe zur scharfen Abbildung der Skala, die mit dem zu messenden Objekt in eine Ebene gebracht wird.
Der Tubus kann lichtundurchlässig, lichtdurchlässig und/oder mit einer Beleuchtungseinrichtung versehen sein. Dies ist vom jeweiligen Einsatzbereich abhängig.

## Anwendungsbeispiele
- Alle Fälle, in denen Objekte vermessen oder kontrolliert werden sollen, die mit freiem Auge auf Grund ihrer Größe nicht oder schwer erfassbar sind
- Messung der Strichbreite von Barcodes
- In der Typografie Messung von Schriftgraden
- Archäologie, Biologie, Feinmechanik, Forensik, Photogrammetrie, Philatelie etc.

## Warnhinweis
Wie alle Lupen kann auch die Messlupe Brände auslösen, siehe Lupe#Gefahren.